# Główny marszałek artylerii
Główny marszałek artylerii (ros. главный маршал артиллерии) – najwyższy stopień wojskowy w Armii Czerwonej, Armii Radzieckiej i Siłach Zbrojnych Federacji Rosyjskiej, (z wyjątkiem stopnia generalissimus) równorzędny ze stopniem marszałek Związku Radzieckiego, a powyżej stopnia marszałek artylerii.
Nadawany marszałkom artylerii na zasadach jak innym marszałkom rodzajów sił zbrojnych i wojsk specjalnych (marszałkom lotnictwa, wojsk pancernych, wojsk inżynieryjnych i wojsk łączności); wprowadzony 9 października 1943. 
Tytuł głównego marszałka lotnictwa istnieje również w Wielkiej Brytanii.

## Główni marszałkowie artylerii
- Nikołaj Woronow (21 lutego 1944);
- Mitrofan Niedielin (8 maja 1959);
- Siergiej Wariencow (6 maja 1961, pozbawiony stopnia 13 marca 1963);
- Władimir Tołubko (25 marca 1983).